# Iszet (III. Thotmesz lánya)
Iszet (vagy Ízisz) ókori egyiptomi hercegnő a XVIII. dinasztia idején; III. Thotmesz és Meritré-Hatsepszut lánya.
Thotmesz és Meritré hat ismert közös gyermekének egyike, testvérei II. Amenhotep fáraó, valamint Menheperré herceg, Nebetjunet, Meritamon és a másik Meritamon hercegnők. Apai nagyanyja, Iszet nevét kapta. Ábrázolják anyai nagyanyja, Hui egy szobrán, mely ma a British Museumban található, és melyen több testvérét is ábrázolják. Alakja itt kisebb testvéreinél, így valószínű, hogy ő volt a legfiatalabb.